# Mefitídeos
Mefitídeos (nome científico: Mephitidae) Bonaparte, 1845 é família de mamíferos da ordem Carnivora Bowdich, 1821, que inclui o cangambá e as chamadas doninhas-fedorentas. O grupo conta com 11 espécies, classificadas em quatro géneros, a maioria das quais típicas do Novo Mundo. Os mefitídeos já foram considerados sub-família (Mephitinae) dentro da família Mustelidae Linnaeus, 1758 (doninhas e aliados), mas são hoje em dia classificados como família autônoma com base em critérios de genética. 
Três dos quatro géneros ocorrem na América, um dos quais (Conepatus) com distribuição no Brasil. O género Mydaus encontra-se nas Filipinas e Indonésia. Os mefitídeos ocupam uma grande variedade de habitats, desde zonas montanhosas, florestas densas, pradarias, a áreas agrícolas. 
Os mefitídeos são mamíferos de porte médio, com patas curtas, cauda proeminente e tufada e garras adaptadas para escavar. Podem ser reconhecidos pelos padrões típicos de sua pelagem, em geral preta ou castanha com riscas ou pintas bem marcadas numa cor contrastante. Uma das principais características do grupo é a presença de glândulas odoríferas, localizadas na região posterior, que produzem cheiro muito activo e desagradável em caso de ameaça, cujo princípio ativo é a substância fétida mercaptana. O objectivo é afastar possíveis predadores com jacto de líquido apontado aos olhos que pode ter um alcance de dois metros.
Os mefitídeos não são animais territoriais e vários indivíduos ocupam a mesma região, mesmo na época de reprodução quando um macho monopoliza diversas fémeas. O período de gestação varia bastante conforme a espécie. Nas espécies que habitam o norte dos Estados Unidos e Canadá, a implantação dos óvulos no útero pode ser adiada consoante as condições ambientais. Cada ninhada produz entre 2 a 10 crias que nascem cegas, sem pelo e totalmente dependentes da progenitora. Após cerca de dois meses, os juvenis tornam-se independentes, adquirindo maturidade sexual ao fim de um ano. A esperança de vida média na natureza é entre 6 a 7 anos, mas cerca de 50% dos juvenis não sobrevivem ao primeiro ano, devido aos predadores e a doenças.
Os mefitídeos são animais noturnos que passam o dia em tocas escavadas por eles próprios ou aproveitadas de outros animais. Nos climas mais frios, podem hibernar. Embora sejam solitários, não são agressivos para com animais da sua espécie.
Os mefitídeos são principalmente omnívoros e baseiam a sua dieta em pequenos invertebrados e vertebrados, ovos e frutos. As unhas muito fortes e longas denunciam seu hábito de procurar boa parte da alimentação no solo, que escava em locais úmidos e sob a serrapilheira (camada de restos vegetais sobre o solo).
Utilizam preferencialmente áreas abertas, como campos, brejos, savanas, cerrados, borda de matas e afloramentos rochosos.
São animais solitários, de atividade noturna, unindo-se ao sexo oposto apenas durante o período de reprodução.
Os juvenis são caçados por linces, mochos, coiotes, texugos e aves de rapina. As espécies dos Estados Unidos podem ser vector da raiva.

## Taxonomia da FamíliaMephitidae
Subfamília Mydainae
- Palaeomephitis †
  - Palaeomephitis steinheimensis Jäger, 1839 - Mioceno Médio, Alemanha.
- Promephitis Gaudry, 1861 †
  - Promephitis pristinidens Petter, 1963 - Mioceno Superior, Vallesiano (MN 10), Viladecabals, Vallès-Pénédès, Espanha.
  - Promephitis parvus Wang & Qiu, 2004 - Baodeano, Hezheng, Gansu, China
  - Promephitis qinensis Wang & Qiu, 2004 - Fugu, Shaanxi, China
  - Promephitis hootoni Şenyürek, 1954 - Mioceno Superior, Turoliano?, MN 11?, Küçükyozgat, Turquia.
  - Promephitis larteti Gaudry, 1861 - Pikermi, Grécia
  - Promephitis maeotica Alexejew, 1916 - Mioceno Superior, Turoliano, MN 12, Novo-Elisavetovka, Odessa, Ucrânia
  - Promephitis alexejewi Schlosser, 1924 - Mioceno Superior, Ertemte; Turquia
  - Promephitis malustenensis (Simionescu, 1930)  (=Promephitis rumanus) - MN 15, Mǎluşteni, Romênia
  - Promephitis majori Pilgrim, 1933 - Mioceno Superior, Turoliano (MN 12), Samos, Grécia
  - Promephitis brevirostris Meladze, 1967 - MN 13, Bazalethi, Geórgia.
  - Promephitis maxima He and Huang, 1991 - China
  - Promephitis? gaudryi (Schlosser, 1902) (=Trocharion albanense?) -
- Proputorius Filhol, 1891
  - Proputorius sansaniensis Filhol - Mioceno Médio-Superior
  - Proputorius pusillus (Viret, 1951)
- Mesomephitis Petter, 1967
- Mesomephitis medius (Petter, 1963)
  - M. sp. - Mioceno Superior, Vallesiano, Espanha
- Nanomephitis Kretzoi, 1952
  - N. sp. - Mioceno Superior, Hungria
- Miomephitis †
  - Miomephitis pilgrimi Dehm, 1950 - Mioceno Superior, Wintershof-West, Alemanha
- Mydaus
  - Mydaus javanensis
  - Mydaus marchei (=Suillotaxus)

Subfamília Mephitinae Bonaparte, 1845
- Martinogale Hall, 1930 †
  - Martinogale faulli Wang et al., 2005 - Formação Dove Spring, Mioceno Superior, EUA
  - Martinogale alveodens
  - Martinogale chisoensis (=“Buisnictis” chisoensis) - Hemphilliano, Screw Bean, EUA.
- Pliogale Hall,1930 †
  - Pliogale furlongi (Merriam, 1911) - Hemphiliano, Nevada, EUA
  - Pliogale manka
- Buisnictis Hibbard, 1950 †
- Brachyopsigale Hibbard, 1954 †
- Brachyprotoma Brown, 1908 †
  - Brachyprotoma obtusata (Cope, 1899)
- Osmotherium Cope, 1896 †
  - Osmotherium spelaeum Cope, 1896 - Irvingtoniano, EUA
- Spilogale Gray, 1865 - atual
- Mephitis Geoffroy Saint-Hilaire & Cuvier,1795 - atual
- Conepatus Gray, 1837 - atual